# Silberne Lokomotive
Die Silberne Lokomotive ist ein aus Silber gefertigtes Modell einer Dampflokomotive aus der Frühzeit der Eisenbahn. Sie war ein Geburtstagsgeschenk an Heinrich Joachim von Sichrovsky (1794–1866) aus dem Jahr 1845. Das Modell galt über viele Jahrzehnte als verschollen und wurde nach der Herausgabe durch den anonymen Zwischenbesitzer der Israelitischen Kultusgemeinde für Tirol und Vorarlberg übergeben, weil ihr letzter Eigentümer im Holocaust ermordetet worden war und ohne überlebende Nachkommen war. Die Eigentumsverhältnisse an der Silbernen Lokomotive sind nach wie vor ungeklärt.

## Geschichte
Die Silberne Lokomotive erhielt Heinrich von Sichrovsky im Rahmen seiner Tätigkeit als Generalsekretär der ausschl. priv. Kaiser Ferdinands-Nordbahn (KFNB) von seinen Mitarbeitern zum 50. Geburtstag geschenkt. Danach kam sie in den Besitz seiner Tochter Elise Sichrovsky (1848–1929) und dann in den Besitz von deren Sohn Rudolf Gomperz (1878–1942). 1941, kurz vor seiner erzwungenen Abreise am 20. Jänner 1942 nach Wien, übergab Rudolf Gomperz die Silberne Lokomotive einem Freund in Sankt Anton am Arlberg zu treuen Händen. Rudolf Gomperz wurde von den Nazis 1942 im Vernichtungslager Maly Trostinez in Weißrussland ermordet, weil er als Jude galt.
Das Modell war anschließend fast 74 Jahre lang verschollen. Am 12. Dezember 2015 wurde es aufgrund einer Bitte der verwahrenden Familie von dem Heimatforscher Hans Thöni sowie Jakob Eisenstein und Markus Yitzhak Feuerstein in St. Anton am Arlberg abgeholt wurde. Bedingung für die Übergabe an die Israelitische Kultusgemeinde für Tirol und Vorarlberg war, dass der Name der Familie, die das Modell Jahrzehnte verwahrt hatte, nicht genannt werden dürfe. Bereits die Errichtung eines Denkmals für Rudolf Gomperz hatte in St. Anton am Arlberg zu großen Widerständen geführt. Die Befürchtungen der Familie, von ehemaligen, doch noch lange Zeit einflussreichen Nationalsozialisten in St. Anton am Arlberg benachteiligt zu werden, waren gemäß den Erfahrungen von Hans Thöni nicht unbegründet.
Das Modell ist seit 2020 als Leihgabe der Israelitischen Kultusgemeinde für Tirol und Vorarlberg ein Teil der Dauerausstellung im Jüdischen Museum in Hohenems.
Die Lokomotive wurde der Öffentlichkeit erstmals in der Ausstellung Übrig im Jahr 2016 in Hohenems gezeigt und 2018/2019 zudem in der Ausstellung Spuren: Ausstellung zur Skikultur am Arlberg im Lechmuseum im Huber-Hus.
2002 drehte Sina Moser einen Kurzfilm mit dem Titel Die silberne Lokomotive. Aktuell wird die Lokomotive auch virtuell im „Shared History Project“ des Leo Baeck Institutes New York „ausgestellt“ und kann dort auch in einer 3D-Ansicht betrachtet werden.
Die Restitutionsstelle der Israelitischen Kultusgemeinde in Wien hat bislang erfolglos nach Erbberechtigten geforscht.

## Beschreibung
Das Modell, bei dem es sich um einen funktionsfähigen Samowar handelt, ist die Arbeit eines Wiener Goldschmieds. Sie ist mit dem Meisterzeichen „AR“, Silbergehalt 13 Lot (812,5/1000) versehen. Die Größe des Modells beträgt: 47,3 cm × 23,5 cm × 40 cm. Gewicht (gesamt) mit Holzplatte: 8,8 kg; Maße der separaten Holzplatte: 57,7 cm × 34,1 cm × 2,4 cm. Die Inschrift auf der Stirnseite lautet: „Die Beamten der a. p. Kaiser Ferdinands Nordbahn aus dankbarer Hochachtung ihrem verehrten Chef – Herrn General-Secretär Heinrich Sichrovsky – zum 50. Geburtsfeste am 2. July 1845“.
Als Vorbild hat eine Lokomotive des seinerzeit weitverbreiteten Typs Patentee des englischen Herstellers Stephenson gedient, von denen die KFNB vier mit den Namen JUPITER, GIGANT, CONCORDIA und BRUNA im Bestand hatte. Das Modell weicht allerdings in Bezug auf die Lage der Kesselaufbauten von diesen Lokomotiven deutlich ab und trägt den Namen Fortuna. Nicht als Modell umgesetzt wurde der Schlepptender, der beim Original die Vorräte an Speisewasser und Kohle mitführte.